# Steffen Schleiermacher
Steffen Schleiermacher (Halle, 3 maggio 1960) è un pianista, compositore e direttore d'orchestra tedesco.

## Biografia
Dopo aver studiato all'Università della musica e del teatro di Lipsia con Siegfried Thiele, continuò a lavorare lì come assistente di teoria musicale e formazione dell'orecchio. Dal 1985 al 1986 conseguì il master presso la Akademie der Künste di Berlino con Friedrich Goldmann. Inoltre, frequentò un secondo master in pianoforte presso la Köln Music School con Aloys Kontarsky nel 1989/1990. Nel 1988 fondò intanto l'Ensemble Avantgarde dedicato alla musica classica contemporanea.
I premi e le borse di studio di Schleiermacher includono il Gaudeamus Competition (1985), Kranichstein Music Prize (1986), Hanns Eisler Prize del GDR Radio per il suo Concerto per viola e ensemble da camera (1989), il Premio Christoph and Stephan Kaske Foundation, Monaco (1991), Mendelssohn Scholarship assegnato dal Ministero della Cultura della RDT (1988) e vari Fellowship, tra cui quelli del German Music Council (1989/90), della Kulturfond Foundation (1992-1994, 1997), dell'Accademia Tedesca a Villa Massimo di Roma (1992), della Japan Foundation (1997) durante il suo soggiorno in Giappone, e della Cité des Arts di Parigi.
I suoi album sono registrazioni di pezzi di artisti quali Erik Satie, Philip Glass, Morton Feldman e Arnold Schönberg. Per la Musikproduktion Dabringhaus Und Grimm registrò tutte le composizioni per piano di John Cage. Esegue anche compositori asiatici - come i giapponesi Toshio Hosokawa e Ichiyanagi e gli indonesiani Slamet Abdul Sjukur, Michael Asmara e Soe Tjen Marching.
Steffen Schleiermacher è imparentato con l'influente teologo protestante del 19° secolo e traduttore di Platone Friedrich Schleiermacher. 